# Nek
Nek, pseudonimo di Filippo Neviani (Sassuolo, 6 gennaio 1972), è un cantautore e musicista italiano.
Secondo i dati certificati dalla FIMI, Nek ha venduto nel corso della sua carriera oltre 10 milioni di dischi in tutto il mondo. Ha dichiarato di vivere ancora nella città di Sassuolo, sua cittadina natale, in un'abitazione comprata con i primi soldi guadagnati.

## Biografia

### Primi anni (1986-1991)
L'esordio in campo musicale di Nek avvenne nel 1986, quando, insieme a Gianluca Vaccari, formò il duo country Winchester. Nel 1989 divenne cantante e bassista del gruppo musicale rock White Lady, nel quale compose i suoi primi brani. Tale gruppo nacque inizialmente come cover band dei Police, per poi divenire una formazione con un proprio repertorio personale, tanto da incidere il demo White Lady – The Demo.
Nel 1991 Nek abbandonò il gruppo, concentrandosi sulla propria carriera da solista; nello stesso anno partecipò al Festival di Castrocaro presentando il brano Io ti vorrei e arrivando fino alla sera finale, venendo battuto da Bracco Di Graci. Nonostante ciò, il cantautore firmò un contratto con l'etichetta discografica Fonit Cetra per la realizzazione di tre album.

### Il periodo con la Fonit Cetra (1992-1994)
Nel 1992 Nek pubblicò il suo primo album in studio, dal titolo omonimo e anticipato dal singolo Amami. L'anno successivo collaborò alla scrittura del brano Figli di chi, presentato da Mietta e dai Ragazzi di Via Meda al Festival di Sanremo 1993 nella categoria Big; a tale manifestazione prese parte lo stesso Nek, presentando nella categoria Nuove proposte il brano In te, il quale si classificò terzo.
Contemporaneamente alla sua partecipazione, fu pubblicato il secondo album in studio, intitolato anch'esso In te e contenente nove brani, di cui tre originariamente apparsi in Nek. Nel mese di settembre 1994 uscì invece il terzo album Calore umano e partecipò successivamente al Festival italiano 1994, classificandosi al secondo posto con il brano Angeli nel ghetto.
Il 1994 segnò anche il termine del contratto discografico con la Fonit Cetra: Nek firmò quindi un nuovo contratto discografico, stavolta con la Warner Music Italy.

### Il passaggio alla Warner Music (1996-1999)
Nel 1996 venne pubblicato il quarto album in studio Lei, gli amici e tutto il resto, ripubblicato l'anno seguente in seguito alla seconda partecipazione di Nek al Festival di Sanremo 1997 con l'allora inedito Laura non c'è, quest'ultimo classificatosi alla settima posizione. L'album, il quale ha venduto un milione e mezzo di copie nel mondo, venne promosso anche da tre ulteriori singoli: Tu sei, tu sai, Dimmi cos'è e Sei grande. In quell'anno ha partecipato al Festivalbar ed è partito con la tournée Lei, gli amici e tutto - Il tour, dal quale fu successivamente pubblicato l'home video Nek Live: lei gli amici e tutto... il tour, contenente il concerto tenuto al teatro Smeraldo l'8 maggio 1997.
Dal successo del brano Laura non c'è è stato inoltre tratto il film Laura non c'è, per il quale Nek realizzò l'intera colonna sonora, oltre ad apparire negli ultimi cinque minuti della pellicola nel ruolo di un fumettista.
Nel giugno 1998 pubblicò contemporaneamente in Europa, America Latina e Giappone il quinto album In due (commercializzato anche in lingua spagnola con il titolo di Entre tú y yo), definito da Nek «un disco monotematico: parla tutto solo di amore». Nello stesso anno partecipò al Festivalbar 1998 con il brano Se io non avessi te. Oltre a Se io non avessi te, dall'album sono stati estratti come singoli Sto con te, Se una regola c'è e Con un ma e con un se.

### La vita è,Le cose da difendereeThe Best of Nek - L'anno zero(2000-2004)
Il 2 giugno 2000 è la volta del sesto album La vita è (uscito anche in lingua spagnola con il titolo di La vida es), dal quale furono estratti i singoli Ci sei tu, Sul treno e La vita è. All'album è seguito un tour promozionale.
Il 24 maggio 2002 uscì il settimo album in studio Le cose da difendere, da cui vennero estratti i singoli Sei solo tu (in duetto con Laura Pausini), Parliamo al singolare e Cielo e terra. Nel giugno dello stesso anno Nek presentò al programma radiofonico Yesterday la versione italiana di My Heart and I, sigla del film La piovra cantata da Sting e composta da Andrea Griminelli con testo di Nek.
Nel 2003 Nek pubblicò la prima raccolta, intitolata The Best of Nek - L'anno zero (realizzata anche in versione spagnola con il titolo di Lo mejor de Nek - El año cero) e caratterizzata dalla presenza degli inediti Almeno stavolta e L'anno zero (brani composti entrambi da Antonello De Sanctis e Daniele Ronda), oltre a tre riarrangiamenti dei brani In te, Cuori in tempesta e Angeli nel ghetto. La raccolta fu promossa dal L'anno zero Tour 2004 e nello stesso periodo il cantautore apparve tra gli ospiti della seconda edizione di O'scià, serata musicale ideata da Claudio Baglioni.

### Una parte di meeNella stanza 26(2005-2007)

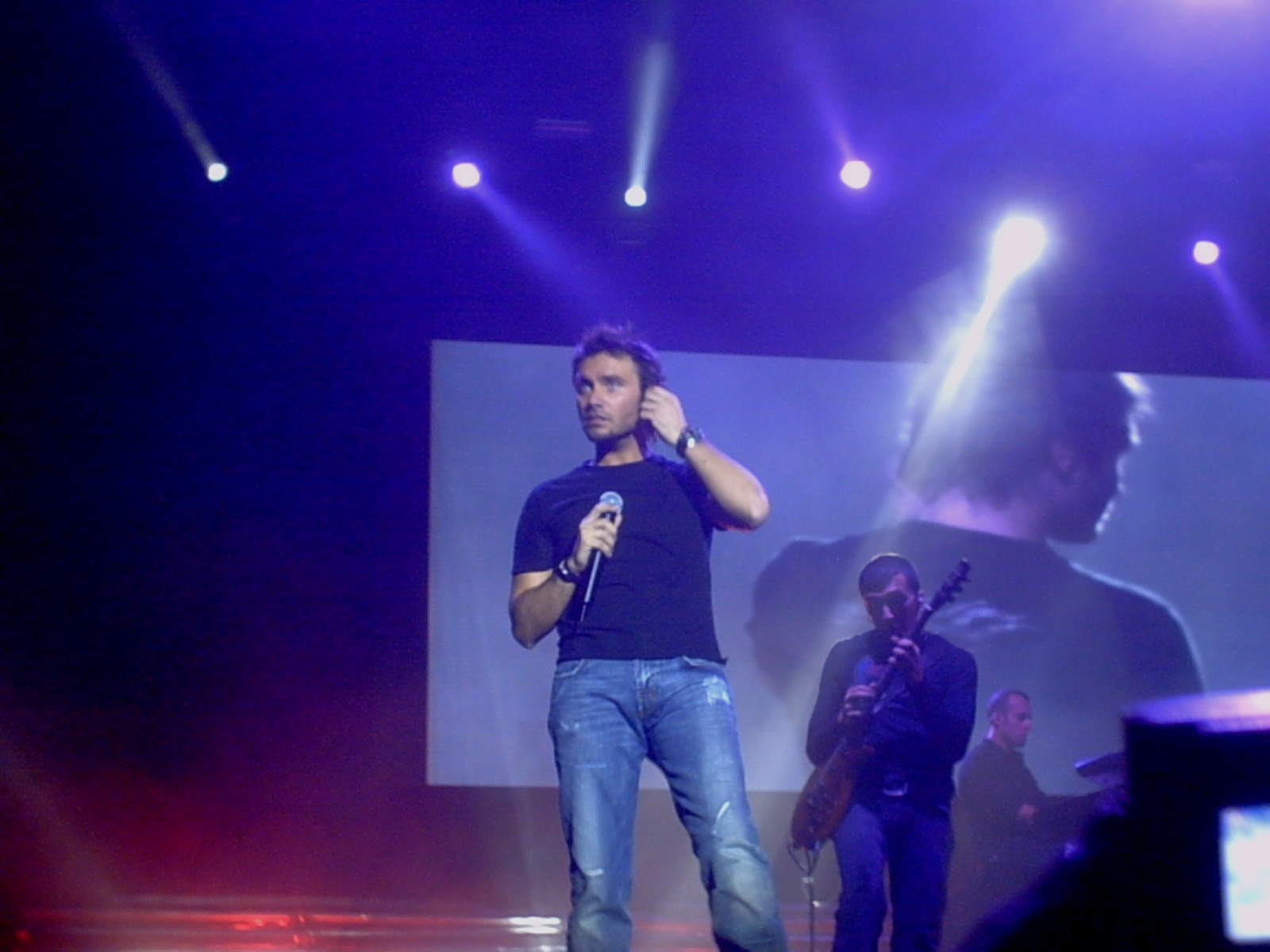
Nek in concerto nel 2005.

Nel 2005 Nek ha partecipato a Roma per il Live 8 e al Festivalbar 2005, vincendo l'edizione con il brano Lascia che io sia, il quale ha anticipato la pubblicazione dell'ottavo album in studio Una parte di me, uscito il 13 maggio 2005 dello stesso anno. L'album è stato pubblicato anche in lingua spagnola con il titolo di Una parte de mí e nello stesso periodo è stata pubblicata per la sola America Latina la raccolta Esencial.
Da Una parte di me sono stati estratti anche i singoli Contromano e L'inquietudine.
Nel 2006 il cantautore ha vinto il Premio Lunezia – Poesia Del Rock per il talento di raccontare con il rock nel brano Nella stanza 26, il cui testo è stato scritto da Antonello De Sanctis. Tale brano ha anticipato la pubblicazione del nono album Nella stanza 26, uscito anche in spagnolo come En el cuarto 26, quest'ultimo contenente due ulteriori brani originariamente pubblicati in Una parte de mí: A contramano e Para ti sería... (quest'ultimo in duetto con Raquel del Rosario, cantante del gruppo spagnolo El Sueño de Morfeo). Gli altri singoli estratti dall'album Nella stanza 26 sono stati Instabile e Notte di febbraio. Alcune canzoni di questo album sono state utilizzate come colonne sonore nel film del 2007 di Simona Izzo Tutte le donne della mia vita.
Nel 2007 si è esibito ai Wind Music Awards ed è stato premiato per le vendite dell'album Nella stanza 26. In quello stesso anno ha partecipato, insieme a Ligabue, Samuele Bersani, Giorgia e Max Pezzali, al disco di cover-tributo dedicato a Lucio Battisti Innocenti evasioni 2006 con il pezzo Sì viaggiare completamente ri-arrangiato. Nello stesso anno ha collaborato con gli El Sueño de Morfeo al brano Chocar, presente nell'album Nos vemos en el camino.

### Un'altra direzioneeE da qui - Greatest Hits 1992-2010(2008-2012)
Dopo più di due anni dall'uscita di Nella stanza 26, Nek ha pubblicato il decimo album Un'altra direzione, stampato in due differenti edizioni: una standard contenente 12 brani, tra cui il duetto con Craig David in Walking Away, e una seconda composta da sei. Oltre a Walking Away, i singoli estratti sono stati La voglia che non vorrei, Se non ami e Semplici emozioni. Un'altra direzione è stato certificato disco di platino in Italia per aver venduto oltre 60 000 copie. L'album è stato pubblicato anche in Messico con il titolo Nuevas direcciones.
Da un'idea di Jovanotti e Giuliano Sangiorgi dei Negramaro, Nek insieme a vari nomi della musica italiana si è impegnato nella registrazione di Domani 21/04.2009, canzone il cui ricavato è stato devoluto in soccorso dei terremotati dell'Abruzzo in seguito al Terremoto dell'Aquila del 2009. Il 27 novembre dello stesso anno è uscito l'album Q.P.G.A. di Claudio Baglioni, nel quale è presente un duetto con Nek nel brano Cosa non si fa.
Nell'estate 2010 si è svolto il Summer Tour 2010 - Quartet Experience. Il 16 novembre, viene pubblicata la raccolta E da qui - Greatest Hits 1992-2010. Il lavoro, su doppio disco, contiene la collezione dei singoli di Nek nei suoi venti anni di carriera, tre singoli (E da qui, Vulnerabile ed È con te, dedicata alla figlia Beatrice) e tre brani live registrati nel Summer Tour 2010 (più un quarto contenuto soltanto nell'edizione di iTunes). Nello stesso anno ha duettato con l'artista spagnola Marta Sánchez nel brano Levántate, incluso nell'album della cantante De Par En Par. Vulnerabile è il brano scritto da Andrea Amati, composto da Fabio Vaccaro e lo stesso Fasano e cantato da Nek.
Nell'ottobre 2011 ha pubblicato, in collaborazione con L'Aura, il singolo Eclissi del cuore, cover in lingua italiana di Total Eclipse of the Heart.
A giugno del 2012 Nek decide di aderire (con i Nomadi, Francesco Guccini, Laura Pausini, Luciano Ligabue, Gianni Morandi e i Modena City Ramblers) al concerto Emilia: Live, tenutosi a Bologna il 25 giugno allo Stadio Renato Dall'Ara per raccogliere fondi per aiutare le popolazioni colpite dal sisma.

### Filippo Neviani(2013-2014)
Il 14 marzo 2013 Nek ha annunciato attraverso Twitter la pubblicazione del singolo Congiunzione astrale, il quale avrebbe anticipato l'uscita di un nuovo album in studio. Sempre attraverso Twitter, il cantautore ha rivelato la data di pubblicazione di Congiunzione astrale, il 22 marzo 2013, e l'inizio della promozione con un'esibizione dal vivo attraverso il programma televisivo I migliori anni. Il 18 marzo, con un comunicato dal suo sito ufficiale, il cantautore ha annunciato il titolo dell'album, Filippo Neviani, e la data di pubblicazione, fissata al 16 aprile 2013. Nel giugno del 2013 partecipa all'album di Max Pezzali Max 20 duettando con lui nel brano Nessun rimpianto. Il secondo singolo, La metà di niente, è stato pubblicato il 31 agosto 2013.
All'inizio di ottobre 2013 Nek ha comunicato l'annullamento del tour in promozione all'album a causa di un edema alle corde vocali che gli costa un periodo di riposo di almeno 60 giorni. Il 6 dicembre dello stesso anno ha pubblicato Neroverdi, inno composto per l'Unione Sportiva Sassuolo Calcio, squadra di cui è tifoso.
Il 28 febbraio 2014 prende parte, insieme a molti altri artisti, al "Teniamo Botta 2", concerto benefico per raccogliere fondi a favore degli alluvionati della Bassa di Modena organizzato da Radio Bruno.
Dal 30 marzo al 6 aprile 2014 partecipa insieme a Lorella Cuccarini, Marco Columbro, Giuseppe Vessicchio e Giovanni Muciaccia, alla crociera solidale di Trenta ore per la vita in occasione del ventennale dell'associazione.
L'11 aprile 2014 esce il terzo e ultimo singolo estratto Hey Dio, che ha raggiunto la settima posizione nella classifica della musica italiana. Il 4 maggio dello stesso anno ha duettato durante il sesto serale di Amici di Maria De Filippi con la cantante Deborah Iurato nei brani Sei solo tu e Lascia che io sia. A luglio 2014 riceve il "Premio Lunezia Pop-Rock 2014" per il valore musical-letterario dell'album Filippo Neviani e partecipa anche all'Ischia Global Fest.
Il 1º settembre si esibisce allo Stadio Olimpico di Roma durante la "Partita Interreligiosa per la Pace", evento fortemente voluto da Papa Francesco organizzato da Fondazione P.U.P.I e da Scholas Occurrentes.

### Prima di parlare,Unicie altre attività (2015-2018)
Il 14 dicembre 2014 è stata annunciata dal presentatore Carlo Conti la partecipazione di Nek al Festival di Sanremo 2015 dal 10 al 14 febbraio 2015 con il brano Fatti avanti amore, singolo pubblicato l'11 febbraio 2015 e anticipatore del dodicesimo album del cantautore, intitolato Prima di parlare e inizialmente previsto per il 10 marzo 2015. Il 12 febbraio ha vinto il premio "Miglior esibizione cover" con la reinterpretazione del brano Se telefonando di Mina, mentre nella serata conclusiva della manifestazione Fatti avanti amore si è classificato secondo, dietro a Grande amore de Il Volo. Il brano ha tuttavia vinto il premio come "Miglior arrangiamento" e il "Premio Sala Stampa Lucio Dalla".
In seguito alla manifestazione, Nek ha anticipato la pubblicazione di Prima di parlare dal 10 al 3 marzo. L'album è costituito da 12 brani, tra cui le già menzionate Fatti avanti amore e Se telefonando. Quest'ultimo brano è stato successivamente estratto come secondo singolo l'8 maggio dello stesso anno ed è stato presentato dal cantante al Summer Festival 2015, ottenendo una candidatura per il Premio RTL 102.5 - Canzone dell'estate.
Il 4 settembre è stato pubblicato il terzo singolo estratto da Prima di parlare, ovvero Io ricomincerei, il quale è stato presentato per la prima volta dal vivo il 19 settembre durante la seconda puntata dell'ottava edizione del programma televisivo Ti lascio una canzone.

Il 6 maggio 2016 Nek ha pubblicato il singolo Uno di questi giorni, volto ad anticipare il tredicesimo album in studio previsto per l'autunno dello stesso anno. Il disco, intitolato Unici, è stato presentato dall'artista il 13 settembre attraverso la seguente dichiarazione:
 In concomitanza con l'annuncio, il cantante ha rivelato anche la pubblicazione del secondo singolo estratto dall'album, anch'esso intitolato Unici e pubblicato il 16 settembre.
Il 10 febbraio 2018 è stato ospite della quinta serata del 68º Festival di Sanremo, cantando insieme a Claudio Baglioni, Francesco Renga e Max Pezzali il brano Strada facendo.
Nel luglio 2018 partecipa al singolo Faccio quello che voglio di Fabio Rovazzi, assieme a Emma Marrone e Al Bano, seppur senza essere accreditati nel singolo.

### Il mio gioco preferito(2019-2022)
Nel 2019 Nek ha annunciato un nuovo progetto musicale intitolato Il mio gioco preferito, il quale sarebbe stato diviso in due parti. Il primo di questi, Il mio gioco preferito: parte prima è stato pubblicato il 10 maggio ed è stato anticipato dal singolo Mi farò trovare pronto, presentato dal cantante al 69º Festival di Sanremo, classificandosi diciannovesimo. Un ulteriore singolo atto alla promozione del disco è stato La storia del mondo, presentato il 19 aprile.
Il secondo disco del progetto, Il mio gioco preferito: parte seconda, è stato reso disponibile il 29 maggio 2020. Esso contiene dieci brani, tra cui il singolo apripista Perdonare e una nuova versione di E da qui, singolo originariamente pubblicato dieci anni prima. Nel mese di settembre Nek ha partecipato in veste di conduttore ai SEAT Music Awards 2020 per la ripartenza della musica dopo la pandemia di COVID-19. L'11 giugno 2021 ha pubblicato il singolo inedito Un'estate normale. Il 4 febbraio 2022 è stato ospite al Festival di Sanremo, nella serata delle cover, cantando in coppia con Massimo Ranieri la canzone Anna verrà, in omaggio a Pino Daniele. Dal 28 giugno al 19 luglio ha condotto il programma Dalla strada al palco, in cui alcuni cantanti, musicisti e artisti di strada hanno la possibilità di esibirsi e di raccontarsi in un palco televisivo.
Nel 2022 è stata pubblicata la raccolta celebrativa 5030, contenente i principali successi dell'artista e l'inedito La teoria del caos.

### RengaNek(2022-2024)
Nel 2022 ha intrapreso una collaborazione artistica con Francesco Renga, culminata l'anno seguente con l'album RengaNek. Esso è stato promosso da tre singoli, tutti commercializzati nel periodo antecedente l'uscita del disco: L'infinito più o meno, Il solito lido e Inspiegabile. Nel 2024 è stata pubblicata una riedizione dell'album con l'aggiunta del brano Pazzo di te, presentato dai due artisti in gara al 74º Festival di Sanremo.

## Influenze
In un'intervista concessa al Corriere della Sera nel 1998, Nek ha affermato che Sting ha avuto un'importante influenza sul suo modo di fare musica, spiegando che "fin da bambino cercavo di imitarlo".

## Discografia

### Album in studio
- 1992 – Nek
- 1993 – In te
- 1994 – Calore umano
- 1996 – Lei, gli amici e tutto il resto
- 1998 – In due
- 2000 – La vita è
- 2002 – Le cose da difendere
- 2005 – Una parte di me
- 2006 – Nella stanza 26
- 2009 – Un'altra direzione
- 2013 – Filippo Neviani
- 2015 – Prima di parlare
- 2016 – Unici
- 2019 – Il mio gioco preferito: parte prima
- 2020 – Il mio gioco preferito: parte seconda
- 2023 – RengaNek (con Francesco Renga)

### Album dal vivo
- 2018 – Max Nek Renga, il disco (con Max Pezzali e Francesco Renga)

### Raccolte
- 2003 – The Best of Nek - L'anno zero
- 2010 – E da qui - Greatest Hits 1992-2010
- 2022 – 5030

## Filmografia

### Cinema
- Laura non c'è, regia di Antonio Bonifacio (1998)

### Podcast
- Eroi anonimi – Spotify (2021)

## Televisione
- Amici di Maria De Filippi (Canale 5, 2016) Coach
- Standing Ovation (Rai 1, 2017) Giudice
- Viaggio nella musica - Speciale Music Awards (Rai 1, 2020)
- Da noi... a ruota libera (Rai 1, 2021)
- SEAT Music Awards - Speciale Disco Estate (Rai 1, 2021)
- Dalla strada al palco (Rai 2, 2022-2024; Rai 1, dal 2025)
- TIM Music Awards - Dalla radio al palco (Rai 1, 2022)
- Affari tuoi - Speciale Emilia Romagna (Rai 1, 2023) Concorrente VIP
- TIM Summer Hits (Rai 2, 2023)
- TIM Music Awards - La festa (Rai 2, 2023)